# Martine Van den Eynde
Martine Van den Eynde is een Belgisch voormalig korfbalster.

## Levensloop
Van den Eynde was actief bij Catba. In 1991 en 1992 werd ze verkozen tot 'korfbalster van het jaar'. Haar spelerscarrière sloot ze af bij Spartacus.
Tevens maakte ze deel uit van het Belgisch nationaal team. Met de Belgian Diamonds behaalde ze onder meer zilver op de Wereldspelen van 1989 en goud op het wereldkampioenschap van 1991.